# Jeschütz (Großdubrau)

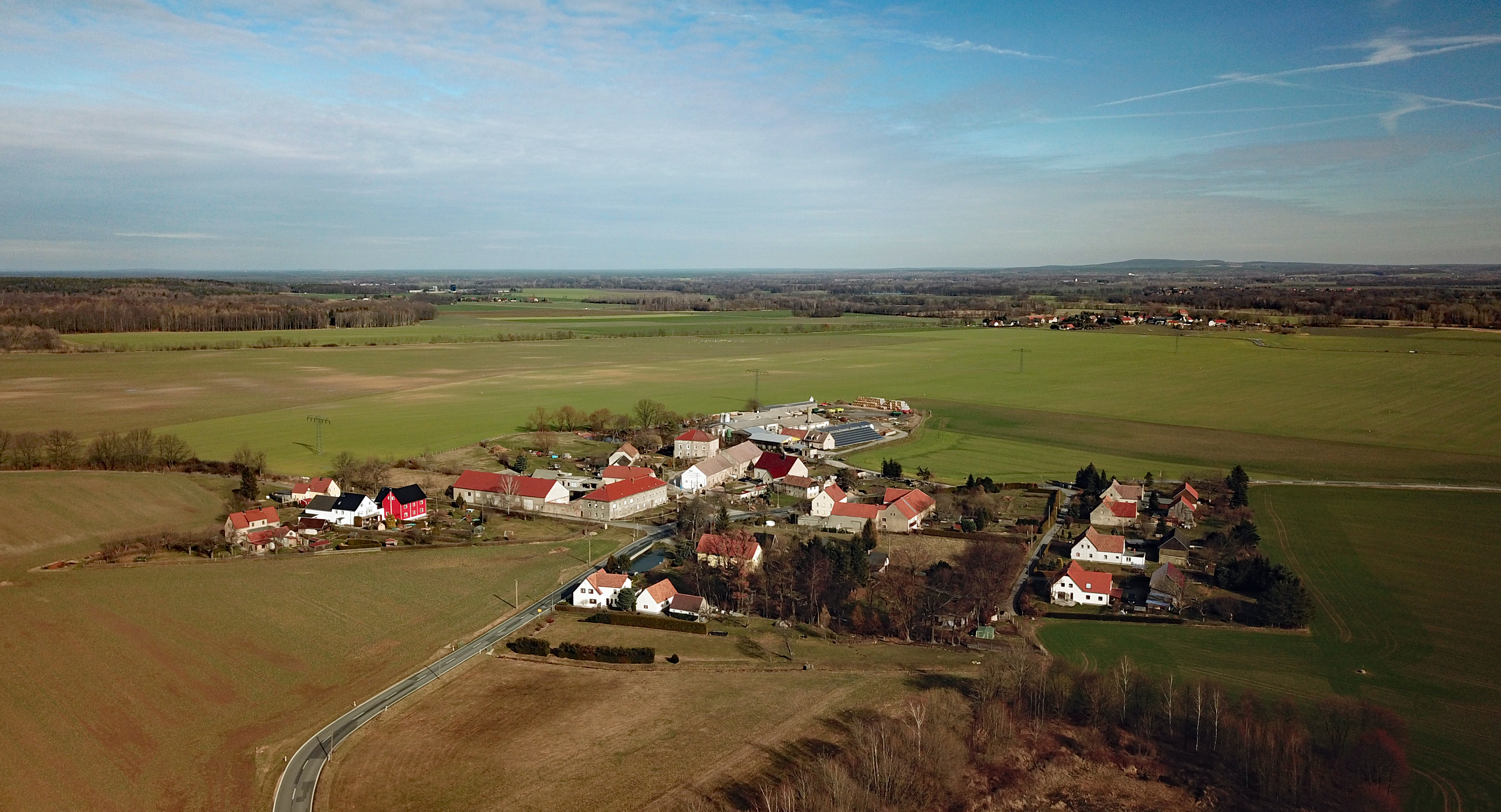
Luftbild

Jeschütz, obersorbisch Ješicyⓘ, ist ein Ortsteil der Gemeinde Großdubrau im Landkreis Bautzen in Sachsen. Der Ort gehört zum anerkannten sorbischen Siedlungsgebiet.

## Geografie
Das Runddorf liegt in der Oberlausitz im Biosphärenreservat Oberlausitzer Heide- und Teichlandschaft. Umliegende Ortschaften sind Kleindubrau im Norden, die zur Gemeinde Malschwitz gehörenden Ortsteile Briesing im Osten und Niedergurig im Südosten, Dahlowitz im Südwesten sowie Quatitz im Westen. Südlich von Jeschütz liegt die Talsperre Bautzen.
Durch Jeschütz verläuft die sächsische Staatsstraße 107 von Radibor nach Niedergurig. Die Bundesstraße 156 von Bautzen nach Weißwasser verläuft knapp einen Kilometer östlich des Ortes.

## Geschichte
Jeschütz wurde im Jahr 1364 erstmals als Gessicz urkundlich erwähnt. In der Folgezeit änderte sich der Ortsname über Jeschicz im folgenden Jahr zu Jesschicz im Jahr 1513. Auf einer Karte der Oberlausitz aus dem Jahr 1727 ist der Ort als Jeschwitz verzeichnet. Weitere Ortsnamen waren Jeschitz im Jahr 1746 und wieder Jeschwitz im Jahr 1757. Der Ort stand ab spätestes 1777 unter der Grundherrschaft des Rittergutes Malsitz und der Landvogtei Bautzen. Seit dem 17. Jahrhundert gehört Jeschütz zur Kirchengemeinde Quatitz.
Bis zum 1. April 1936 war Jeschütz eine eigenständige Landgemeinde, dann wurde der Ort nach Quatitz eingemeindet. Am 25. Juli 1952 wurde Jeschütz dem damals neu gebildeten Kreis Bautzen zugeordnet. Nach der Wende wurde Jeschütz als Teil der Gemeinde Quatitz am 1. Januar 1994 nach Großdubrau eingemeindet. Zur Kreisreform am 1. August 1994 wurde Großdubrau mit dem Ortsteil Jeschütz dem alten Landkreis Bautzen zugeordnet. Seit der Kreisreform in Sachsen vom 1. August 2008 gehört Jeschütz zum Landkreis Bautzen.

## Bevölkerung und Sprache
Für das Jahr 1777 waren in Jeschütz fünf besessene Mann, ein Gärtner und zwei Häusler verzeichnet. 1834 hatte der Ort 58 Einwohner, davon waren vier Katholiken. Bis 1871 fiel die Einwohnerzahl auf 55 Einwohner und stieg bis 1890 wieder leicht auf 57 Einwohner an. Bis 1910 stieg die Einwohnerzahl weiter auf 65 Einwohner an. Im Jahr 1925 hatte Jeschütz ebenfalls 65 Einwohner, davon waren 58 evangelisch-lutherischer Konfession und sieben waren Katholiken.
Für seine Statistik über die sorbische Bevölkerung in der Oberlausitz ermittelte Arnošt Muka für das Jahr 1884 eine Bevölkerungszahl von 67 Einwohnern; davon waren 62 Sorben (92,5 %) und fünf Deutsche.